# Campeonato Brasileiro Série A 1971
In 1971 werd de vijftiende editie van het Campeonato Brasileiro Série A gespeeld, de hoogste voetbalcompetitie in Brazilië. De competitie werd gespeeld van 7 augustus tot 19 december. Atlético Mineiro werd landskampioen. 
Het was het eerste kampioenschap in deze vorm, hiervoor werden de landstitels beslecht via de Taça Brasil en het Torneio Roberto Gomes Pedrosa. De officiële naam in die tijd was Campeonato Nacional de Clubes. 

## Eerste fase

### Groep A
| Plaats | Club          | Wed. | W  | G  | V  | Saldo | Ptn. |
| ------ | ------------- | ---- | -- | -- | -- | ----- | ---- |
| 1.     | Corinthians   | 19   | 10 | 6  | 3  | 29:16 | 26   |
| 2.     | Cruzeiro      | 19   | 7  | 9  | 3  | 26:12 | 23   |
| 3.     | Internacional | 19   | 7  | 9  | 3  | 21:16 | 23   |
| 4.     | Coritiba      | 19   | 10 | 2  | 7  | 21:18 | 22   |
| 5.     | Palmeiras     | 19   | 8  | 6  | 5  | 20:14 | 22   |
| 6.     | Vasco da Gama | 19   | 6  | 7  | 6  | 11:12 | 19   |
| 7.     | Santa Cruz    | 19   | 3  | 11 | 5  | 17:23 | 17   |
| 8.     | Fluminense    | 19   | 5  | 6  | 8  | 12:13 | 16   |
| 9.     | Portuguesa    | 19   | 6  | 3  | 10 | 16:24 | 15   |
| 10.    | Ceará         | 19   | 2  | 5  | 12 | 5:25  | 9    |

|  | Geplaatst voor de tweede fase |

### Groep B
| Plaats | Club             | Wed. | W | G  | V  | Saldo | Ptn. |
| ------ | ---------------- | ---- | - | -- | -- | ----- | ---- |
| 1.     | Grêmio           | 19   | 8 | 7  | 4  | 18:11 | 23   |
| 2.     | Atlético Mineiro | 19   | 7 | 9  | 3  | 27:16 | 23   |
| 3.     | America          | 19   | 7 | 7  | 5  | 23:17 | 21   |
| 4.     | Santos           | 19   | 7 | 7  | 5  | 17:11 | 21   |
| 5.     | Botafogo         | 19   | 5 | 10 | 4  | 15:16 | 20   |
| 6.     | São Paulo        | 19   | 6 | 7  | 6  | 16:19 | 19   |
| 7.     | Bahia            | 19   | 5 | 8  | 6  | 14:16 | 18   |
| 8.     | Flamengo         | 19   | 4 | 10 | 5  | 13:17 | 18   |
| 9.     | América Mineiro  | 19   | 2 | 9  | 8  | 11:19 | 13   |
| 10.    | Sport do Recife  | 19   | 4 | 4  | 11 | 10:27 | 12   |

|  | Geplaatst voor de tweede fase |

## Tweede fase

### Groep A
| Plaats | Club        | Wed. | W | G | V | Saldo | Ptn. |
| ------ | ----------- | ---- | - | - | - | ----- | ---- |
| 1.     | São Paulo   | 6    | 3 | 3 | 0 | 6:2   | 9    |
| 2.     | Corinthians | 6    | 2 | 1 | 3 | 4:5   | 5    |
| 3.     | America     | 6    | 1 | 3 | 2 | 4:4   | 5    |
| 4.     | Cruzeiro    | 6    | 1 | 3 | 2 | 2:5   | 5    |

|  | Geplaatst voor de finalegroep |

### Groep B
| Plaats | Club             | Wed. | W | G | V | Saldo | Ptn. |
| ------ | ---------------- | ---- | - | - | - | ----- | ---- |
| 1.     | Atlético Mineiro | 6    | 3 | 1 | 2 | 10:6  | 7    |
| 2.     | Internacional    | 6    | 3 | 1 | 2 | 7:7   | 7    |
| 3.     | Santos           | 6    | 2 | 2 | 2 | 7:5   | 6    |
| 4.     | Vasco da Gama    | 6    | 1 | 2 | 3 | 4:10  | 4    |

|  | Geplaatst voor de finalegroep |

### Groep C
| Plaats | Club      | Wed. | W | G | V | Saldo | Ptn. |
| ------ | --------- | ---- | - | - | - | ----- | ---- |
| 1.     | Botafogo  | 6    | 3 | 2 | 1 | 11:6  | 8    |
| 2.     | Grêmio    | 6    | 2 | 2 | 2 | 6:7   | 6    |
| 3.     | Palmeiras | 6    | 1 | 4 | 1 | 7:6   | 6    |
| 4.     | Coritiba  | 6    | 1 | 2 | 3 | 2:7   | 4    |

|  | Geplaatst voor de finalegroep |

## Finalegroep
| Plaats | Club             | Wed. | W | G | V | Saldo | Ptn. |
| ------ | ---------------- | ---- | - | - | - | ----- | ---- |
| 1.     | Atlético Mineiro | 2    | 2 | 0 | 0 | 2:0   | 4    |
| 2.     | São Paulo        | 2    | 1 | 0 | 1 | 4:2   | 2    |
| 3.     | Botafogo         | 2    | 0 | 0 | 2 | 1:5   | 0    |

|  | Kampioen |

### Kampioen
| Campeonato Brasileiro Série A de 1971 |
| Minas Gerais                          |
| ------------------------------------- |
| ATLÉTICO MINEIRO Kampioen (1° titel)  |

## Topschutters
| Speler            | Speler            | Goals | Club             |
| ----------------- | ----------------- | ----- | ---------------- |
| Vlag van Brazilië | Dadá Maravilha    | 15    | Atlético Mineiro |
| Vlag van Brazilië | Mirandinha        | 11    | Corinthians      |
| Vlag van Brazilië | Rivellino         | 10    | Corinthians      |
| Vlag van Brazilië | Toninho Guerreiro | 10    | São Paulo        |
| Vlag van Brazilië | Roberto Miranda   | 9     | Botafogo         |
| Vlag van Brazilië | Tostão            | 9     | Cruzeiro         |
| Vlag van Brazilië | Tião Abatiá       | 9     | Coritiba         |
| Vlag van Brazilië | César Maluco      | 9     | Palmeiras        |
| Vlag van Brazilië | Mazinho           | 9     | Santos           |